# Жул Никола Крево
Жул Никола Крево (на френски: Jules Nicolas Crevaux) е френски картограф, топограф, изследовател на Южна Америка, военен лекар.

## Ранни години (1848 – 1870)
Роден е на 1 април 1848 година в Лорке, Лотарингия, Франция. Учи медицина в Страсбург и в Морското медицинско училище в Брест и става лекар във френския военноморски флот. През октомври 1868 служи в морската пехота и участва във Френско-пруската война през 1870.

## Експедиционна дейност (1876 – 1882)
През 1876 година е командирован във Френска Гвиана и започва неговата шестгодишна експедиция в Южна Америка.
През 1877 година картира цялото течение на река Марони (гранична между Суринам и Френска Гвиана). В източната част на Гвианската планинска земя открива хребета Серра Тумукумаки и река Жари (около 1000 км), стичаща се на югоизток от него и вливаща се от север в Амазонка.
В края на 1878 и началото на 1879 година изследва река Ояпок (гранична между Френска Гвиана и бразилския щат Амапа), течаща на североизток от същия хребет. На запад от река Жари и успоредна на нея открива река Пару (около 1000 км, извираща от хребета Серра Тумукумаки, ляв приток на Амазонка).
През 1879 година изследва цялото течение на река Путумайо (Иса, 1580 км) и съставя точна карта. Проследява и цялото течение (1928 км) на река Какета (Жапура), заедно с Путумайо леви притоци на Амазонка.
През 1880 – 1881 година картира река Магдалена и реките Гуавяре, Инирида и Атабапо (последните три леви притоци на Ориноко). Връща се във Франция на 25 март 1881 г. и е удостоен с Ордена на Почетния легион.
Няколко месеца по-късно Крево организира нова експедиция, като целта е да се проучи река Рио Пилкомайо, която тече през Гран Чако. В края на 1881 отплават за Буенос Айрес и през март 1882 пристигат в Тариха, Боливия, където са принудени да спрат, заради състоянието на война в региона. На 19 април започват спускането по реката и на 27 април са пленени от индианците Тоба. Крево е убит от тях на 13 май 1882 година само на 34-годишна възраст.

## Трудове
- De l'hématurie chyleuse ou graisseuse des pays chauds, Collection des thèses soutenues à la Faculté de Médecine de Paris, An 1872, tome 4, 64 p.
- Fleuves de l'Amérique du sud :1877-1879. Missions du ministère de l'instruction publique, Paris, Société de géographie, 1883.
- En radeau sur l'Orénoque : des Andes aux bouches du grand fleuve 1881 – 1882, réédition Phébus, Paris, 1989, 188 p.
- Grammaires et vocabulaires roucouyenne, arrouague, piapoco et d'autres langues de la région des Guyanes (par MM. J. Crevaux, P. Sagot, L. Adam), Bibliothèque linguistique américaine, tome 8, Paris, 1882, 288 p.
- Voyages dans l’Amérique du Sud : contenant ; I. Voyage dans l’intérieur des Guyane (1876 – 1877) exploration du Maroni et du Yary. II. De Cayenne auz Andes (1878 – 1879) exploration de l'Oyapock, du Parou, de l'Ica et du Yapura. III. À travers la Nouvelle-Grenade et le Venezuela (1880 – 1881) exploration en compagnie de M. E. Le Janne, du Magdalena, du Guaviare, et de l'Orinoque. IV. Excursion chez les Guaraounos, (avec 253 gravures sur bois, d'après de photographies ou des croquis pris par les voyageurs, 4 cartes et 6 fac-similés du dr. Crevaux), Hachette, Paris, 1883, 635 p.
- Le mendiant de l'Eldorado. De Cayenne aux Andes, 1876 – 1879, réédition Phébus, Paris, 1989, 413 p.